# NGC 3799
NGC 3799 (również PGC 36193 lub UGC 6630) – galaktyka spiralna z poprzeczką (SBb/P), znajdująca się w gwiazdozbiorze Lwa. Odkrył ją John Herschel 21 kwietnia 1832 roku. Jest to galaktyka z aktywnym jądrem typu LINER.
Galaktyka ta prawdopodobnie jest w trakcie zderzenia z sąsiednią, większą NGC 3800. Ta para galaktyk została skatalogowana jako Arp 83 w Atlasie Osobliwych Galaktyk Haltona Arpa.